# Чемпіонат світу з футболу 1970 (кваліфікаційний раунд, АФК і ОФК)
У рамках відбіркового турніру до чемпіонату світу з футболу 1970 команди з Азії (АФК) і регіону Австралії та Океанії (ОФК) змагалися за одне місце у фінальній частині чемпіонату світу з футболу 1970.
У цьому відбірковому турнірі також брала участь одна африканська команда, збірна Родезії, що представляла британську колонію, яка 1965 року в односторонньому порядку оголосила незалежність і того ж року стала членом ФІФА, проте не отримала членства в Конфедерація африканського футболу і, відповідно, не могла брати участі у відбірковому турнірі, організованому цією конфедерацією.
Єдиний представник Азії і Океанії на попередньому чемпіонату світу, збірна КНДР, мала б починати відбірковий турнір з Другого раунду, проте відмовилася від участі з політичних причин через необхідність змагатися зі збірною Ізраїлю.
У результаті турнір мав наступну структуру:
- У першому раунді три команди, збірні Австралії, Південної Кореї та Японії грали між собою груповий турнір на полях Південної Кореї, за результатами якого визначався один учасник Другого раунду.
- У Другому раунді переможець Першого раунду приєднувався до збірних Ізраїлю, Нової Зеландії та Родезії задля визначення двох учасників Фінального раунду. Змагання відбувалося у двох групах по дві команди у кожній. Переможці груп виходили до Фінального раунду.
- У Фінальному раунді дві команди-учасниці грали між собою дві гри, по одній вдома та у гостях, за результатами яких і визначався учасник Фінальної частини чемпіонату світу 1970 року.

## Перший раунд
| Поз | Команда        | І | В | Н | П | ГЗ | ГП | РГ | О | Кваліфікація |
| --- | -------------- | - | - | - | - | -- | -- | -- | - | ------------ |
| 1   | Австралія      | 4 | 2 | 2 | 0 | 7  | 4  | +3 | 6 |              |
| 2   | Південна Корея | 4 | 1 | 2 | 1 | 6  | 5  | +1 | 4 |              |
| 3   | Японія         | 4 | 0 | 2 | 2 | 4  | 8  | −4 | 2 |              |

| 10 жовтня 1969 19:30 KST (UTC+9) |

| Австралія                         | 3 – 1 | Японія       |
| --------------------------------- | ----- | ------------ |
| Макколл 5' Оґі 68' (аг) Баарц 69' |       | 11' Ватанабе |

| Тондемун, Сеул Глядачів: 7,000 Арбітр: Найс (Малайзія) |

| 12 жовтня 1969 16:30 KST (UTC+9) |

| Південна Корея               | 2 – 2 | Японія                   |
| ---------------------------- | ----- | ------------------------ |
| Кім Гі Бок 8' Пак Со Іль 39' |       | 34' Міямото 50' Кувахара |

| Тондемун, Сеул Глядачів: 35,000 Арбітр: Чон Тан Сун (Республіка Китай) |

| 14 жовтня 1969 19:30 KST (UTC+9) |

| Південна Корея | 1 – 2 | Австралія               |
| -------------- | ----- | ----------------------- |
| Лі Ї У 45'     |       | 37' Воткісс 82' Макколл |

| Тондемун, Сеул Глядачів: 25,000 Арбітр: Суппія (Сінгапур) |

| 16 жовтня 1969 18:30 KST (UTC+9) |

| Австралія   | 1 – 1 | Японія     |
| ----------- | ----- | ---------- |
| Макколл 39' |       | 4' Міямото |

| Тондемун, Сеул Глядачів: 4,000 Арбітр: Суваре (Таїланд) |

| 18 жовтня 1969 16:00 KST (UTC+9) |

| Південна Корея       | 2 – 0 | Японія |
| -------------------- | ----- | ------ |
| Чон Ган Джі 17', 40' |       |        |

| Тондемун, Сеул Глядачів: 25,000 Арбітр: Лі Кан Чі (Гонконг) |

| 20 жовтня 1969 18:30 KST (UTC+9) |

| Південна Корея | 1 – 1 | Австралія |
| -------------- | ----- | --------- |
| Пак Со Іль 29' |       | 58' Баарц |

| Тондемун, Сеул Глядачів: 25,000 Арбітр: Найс (Малайзія) |

Австралія прайшла до Другого раунду.

## Другий раунд

### Група 1
| Поз | Команда   | І | В | Н | П | ГЗ | ГП | РГ | О | Кваліфікація |
| --- | --------- | - | - | - | - | -- | -- | -- | - | ------------ |
| 1=  | Австралія | 2 | 0 | 2 | 0 | 1  | 1  | 0  | 2 |              |
| 1=  | Родезія   | 2 | 0 | 2 | 0 | 1  | 1  | 0  | 2 |              |

| 23 листопада 1969 |

| Родезія     | 1 – 1 | Австралія   |
| ----------- | ----- | ----------- |
| Чалмерс 63' |       | Макколл 68' |

| Лоренсо Маркеш, Мозамбік Арбітр: Рібейру (Португалія) |

| 27 листопада 1969 |

| Родезія | 0 – 0 | Австралія |
| ------- | ----- | --------- |
|         |       |           |

| Лоренсо Маркеш, Мозамбік Арбітр: Рібейру (Португалія) |

Після двох ігор Австралія і Родезія мали однакову кількість очок, через що було призначено додаткову гру.
| 29 листопада 1969 |

| Родезія     | 1 – 3 | Австралія                                 |
| ----------- | ----- | ----------------------------------------- |
| Чалмерс 54' |       | Воррен 17' Теджире 22' (аг) Разерфорд 57' |

| Лоренсо Маркеш, Мозамбік Арбітр: Рібейру (Португалія) |

Австралія пройшла до Фінального раунду.

### Група 2
| Поз | Команда            | І | В | Н | П | ГЗ | ГП | РГ | О | Кваліфікація |
| --- | ------------------ | - | - | - | - | -- | -- | -- | - | ------------ |
| 1   | Ізраїль            | 2 | 2 | 0 | 0 | 6  | 0  | +6 | 4 |              |
| 2   | Нова Зеландія      | 2 | 0 | 0 | 2 | 0  | 6  | −6 | 0 |              |
| —   | Північна Корея (W) | 0 | 0 | 0 | 0 | 0  | 0  | 0  | 0 |              |

| 28 вересня 1969 |

| Ізраїль                                     | 4 – 0 | Нова Зеландія |
| ------------------------------------------- | ----- | ------------- |
| Шпіглер 48' Шпігель 65' Файгенбаум 72', 86' |       |               |

| Рамат-Ган, Рамат-Ган, Ізраїль Арбітр: Нассірі (Іран) |

| 1 жовтня 1969 |

| Ізраїль                 | 2 – 0 | Нова Зеландія |
| ----------------------- | ----- | ------------- |
| Шпіглер 24' Шпігель 33' |       |               |

| Рамат-Ган, Рамат-Ган, Ізраїль Арбітр: Нассірі (Іран) |

Ізраїль пройшлов до Фінального раунду.
Учасник фінальної частини попередньої світової першості Північна Корея відмовилася проводити ігри в Ізраїлі і знялася зі змагання.

## Фінальний раунд
| Команда 1 | Заг. | Команда 2 | 1-й матч | 2-й матч |
| --------- | ---- | --------- | -------- | -------- |
| Ізраїль   | 2–1  | Австралія | 1–0      | 1–1      |

### Перша гра
| 4 грудня 1969 |

| Ізраїль        | 1 – 0    | Австралія |
| -------------- | -------- | --------- |
| Земан 16' (аг) | Протокол |           |

| Рамат-Ган, Рамат-Ган Арбітр: Фердинанд Маршал (Австрія) |

### Друга гра
| 14 грудня 1969 |

| Австралія   | 1 – 1 | Ізраїль     |
| ----------- | ----- | ----------- |
| Воткісс 88' |       | 79' Шпіглер |

| Сідней Спортс Граунд, Сідней Арбітр: Фердинанд Маршал (Австрія) |

Ізраїль кваліфікувався до фінальної частини чемпіонату світу.

## Бомбардири
4 голи
| - Том Макколл |

3 голи
| - Мордехай Шпіглер |

2 голи
| - Рей Баарц - Джонні Воткісс - Єгошуа Файгенбаум | - Жора Шпігель - Міямото Терукі - Боббі Чалмерс | - Чон Ган Джі - Пак Со Іль |

1 гол
| - Віллі Разерфорд - Джонні Воррен | - Кувахара Ясуюкі - Ватанабе Масасі | - Кім Гі Бок - Лі Ї У |

1 автогол
| - Девід Земан (у грі проти Ізраїлю) | - Оґі Арітацу (у грі проти Австралії) | - Філлемон Теджире (у грі проти Австралії) |